# Yak-52 (航空機)
Yak-52
- 用途：練習機
- 設計者：A・S・ヤコヴレフ記念試作設計局
- 製造者：IAv社→アエロスター（英語版）社
- 運用者： ソビエト連邦（ソ連空軍）ほか
- 初飛行：1976年
- 生産数：1,800機以上
- 生産開始：1979年
- 運用状況：現役

Yak-52（ロシア語:Як-52）は、ソ連のヤコヴレフ設計局で開発され、ルーマニアのIAv社によって生産されたレシプロ練習機。同社がアエロスターと社名を変えてからは、Iak-52と名称が変更されている。

## 概要
Yak-18の後継機として、同系で単座型のYak-50と共に開発された。1976年に初飛行した後、生産をルーマニアのIAv社で行うこととなり、同社での生産は1979年に開始された。
外見はYak-18と似たタンデム複座の機体であり、完全な曲技飛行が可能。エンジン出力は360馬力と、レシプロエンジンの初等練習機としては強力である。前輪式の降着装置は引き込み時でも車輪が完全に露出する半引き込み式となっており、これによって胴体着陸時の衝撃を和らげるようになっている。
Yak-52は、ソ連空軍やその準軍事団体飛行組織であるDOSAAF向けに大量生産され、旧東側諸国を中心に輸出も行われた。また、民間でも曲技飛行機として使用されている。
総生産数はおよそ1,800機で、現在も生産が続けられている。

### 実戦での使用
非武装の練習機ではあるが、2022年ロシアのウクライナ侵攻では2024年4月にロシアのオルラン10偵察ドローンをオデッサ上空で撃墜しており、また2024年6月8日にはZALA社のドローンを撃墜している。SNS上に投稿された画像では少なくとも1機のYak-52が8機のドローンを撃墜したようである。失速度が遅いため、低速でドローンを追跡でき、後部座席の射手が近距離からドローンを狙い撃ちできる。ロシア軍も、ウクライナ軍のドローン対策に、電子機能をアップデートしたYak-52を投入している。

## 派生型

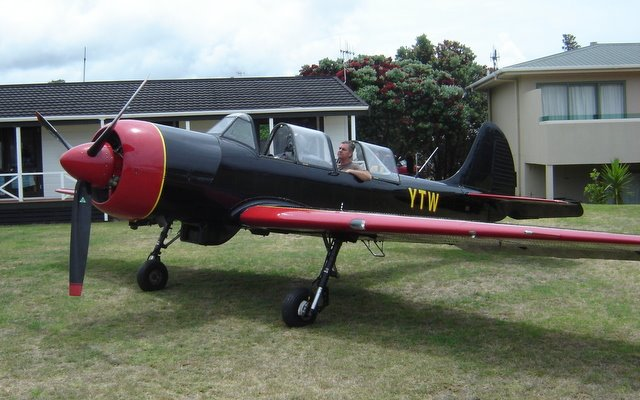
Iak-52TW

Yak-52
基本型。エンジンはベデニエフ M-14Pを搭載。

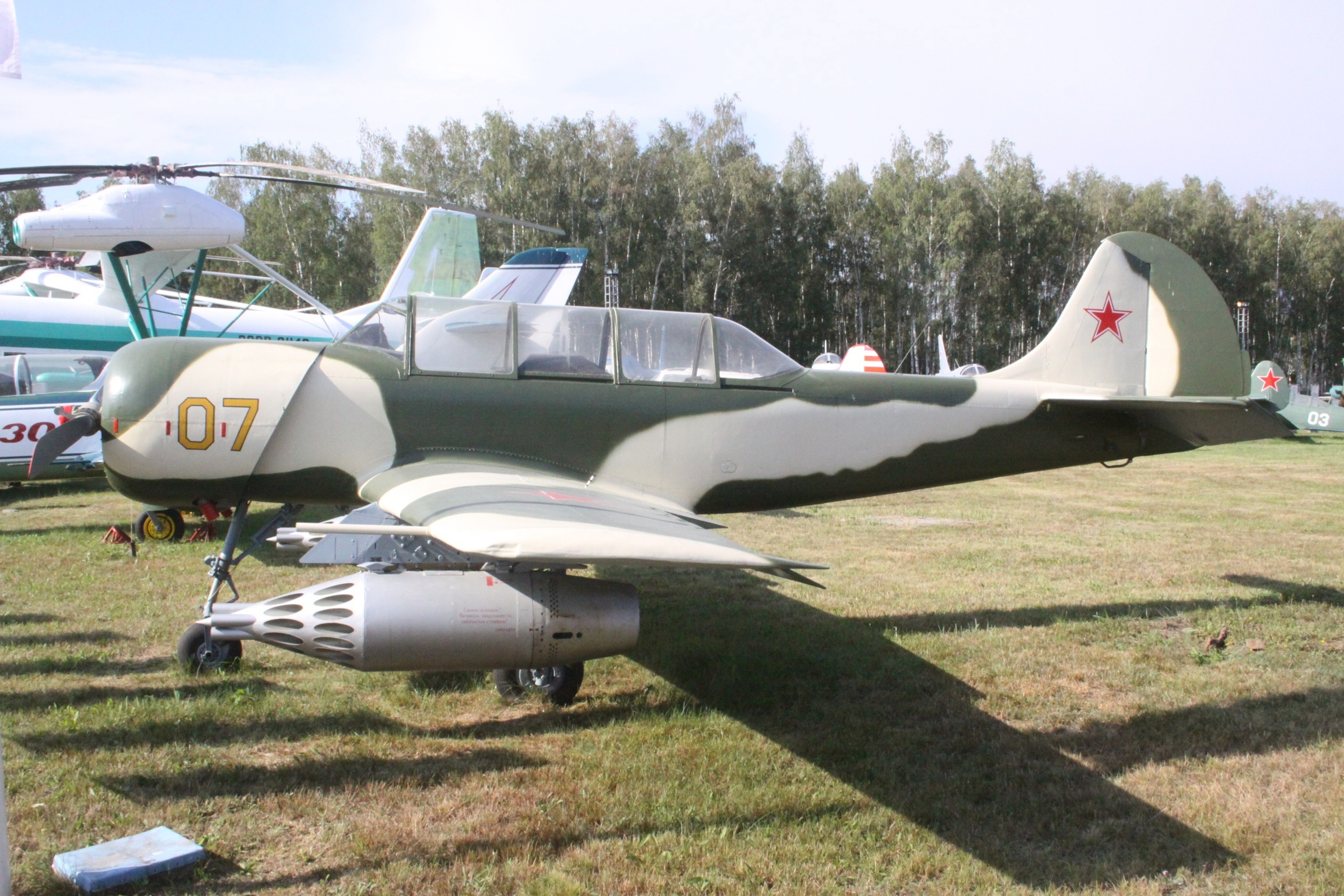
Yak-52B
軽攻撃機型。翼下にロケット弾ポッドを携行可能。
Yak-52M
M-14Khへのエンジン換装、3枚プロペラの採用、新型アビオニクスの装備などを行った近代化改修型。
Iak-52
アエロスター社への社名変更後の名称。
Iak-52W
西側製の計器を搭載した型。
Iak-52TW
Iak-52Wの降着装置を尾輪式に変更した型。
コンドル（Condor）
エンジンをアメリカのライカミング・エンジンズ製AEIO-540-LIB5Dに変更し、尾部を設計変更した型。試作のみ。

## 採用国
アルメニア
2024年時点で、アルメニア空軍が10機のYak-52を保有。
 ベラルーシ
 ブルガリア
 ジョージア
 ハンガリー
 ラトビア
 リトアニア
 ルーマニア
 ロシア
 ソビエト連邦
 タジキスタン
2023年時点で、タジキスタン空軍及び防空軍が若干機のYak-52を保有。
 トルクメニスタン
 ベトナム
 ウクライナ

## 要目(Yak-52)
- 乗員：2名
- 全長：7.75m
- 全幅：9.30m
- 全高：2.70m
- 翼面積：15m2
- 空虚重量：1,015kg
- 最大離陸重量：1,305kg
- エンジン：ベデニエフ M-14P（英語版）星型（360馬力）×1
- 最大水平速度：285km/h（海面高度）
- 航続距離：550km（高度500m、最大燃料20分の余裕）
- 実用上昇限度：4,000m